# Gerardo López Villaseñor
Gerardo López Villaseñor (* 12. Mai 1995 in Puerto Vallarta) ist ein mexikanischer Tennisspieler.

## Karriere
López Villaseñor hatte auf der Junior Tour, auf der er von 2011 bis 2013 spielte, ein kombiniertes Topranking eines 138. Rangs, welches er im September 2013 erreichte.
Sein Profidebüt hatte López Villaseñor 2013 bei einem Future-Turnier. Von 2014 bis 2016 nahm er jährlich lediglich an etwa fünf Turnieren teil, dabei spielte er 2014 und 2015 im Einzel jährlich beim Turnier in Newport, einem Turnier der ATP World Tour. Er scheiterte jeweils in der Qualifikation. 2016 hatte er an selber Stelle dank einer Wildcard sein Debüt im Hauptfeld eines ATP-Turniers, diesmal im Doppel. An der Seite Austin Krajiceks verlor er seine Auftaktpartie gegen Jonathan Marray und Adil Shamasdin im Match-Tie-Break.
In der Weltrangliste erreichte López Villaseñor im Doppel mit einem 877. Rang seine beste Platzierung Ende 2014. In diesem Jahr nahm er im Doppel nur an zwei Future-Turnieren teil, die er beide gewann. Im Einzel datiert seine beste Platzierung auf den 11. Juli 2016. Darüber hinaus spielte er 2015 erstmals im Davis Cup für die mexikanische Davis-Cup-Mannschaft gegen Chile, wo er beide Partien – im Einzel und Doppel – jeweils verlor.